# 外滩隧道
外滩隧道，是位于上海外滩地下的城市快速路。南起中山南路老太平弄，沿中山南路、中山东二路、中山东一路、吴淞路至海宁路，全长3.3公里，其中在延安东路和长治路各有出入口。外滩隧道于2010年3月28日正式建成通车。

## 概况

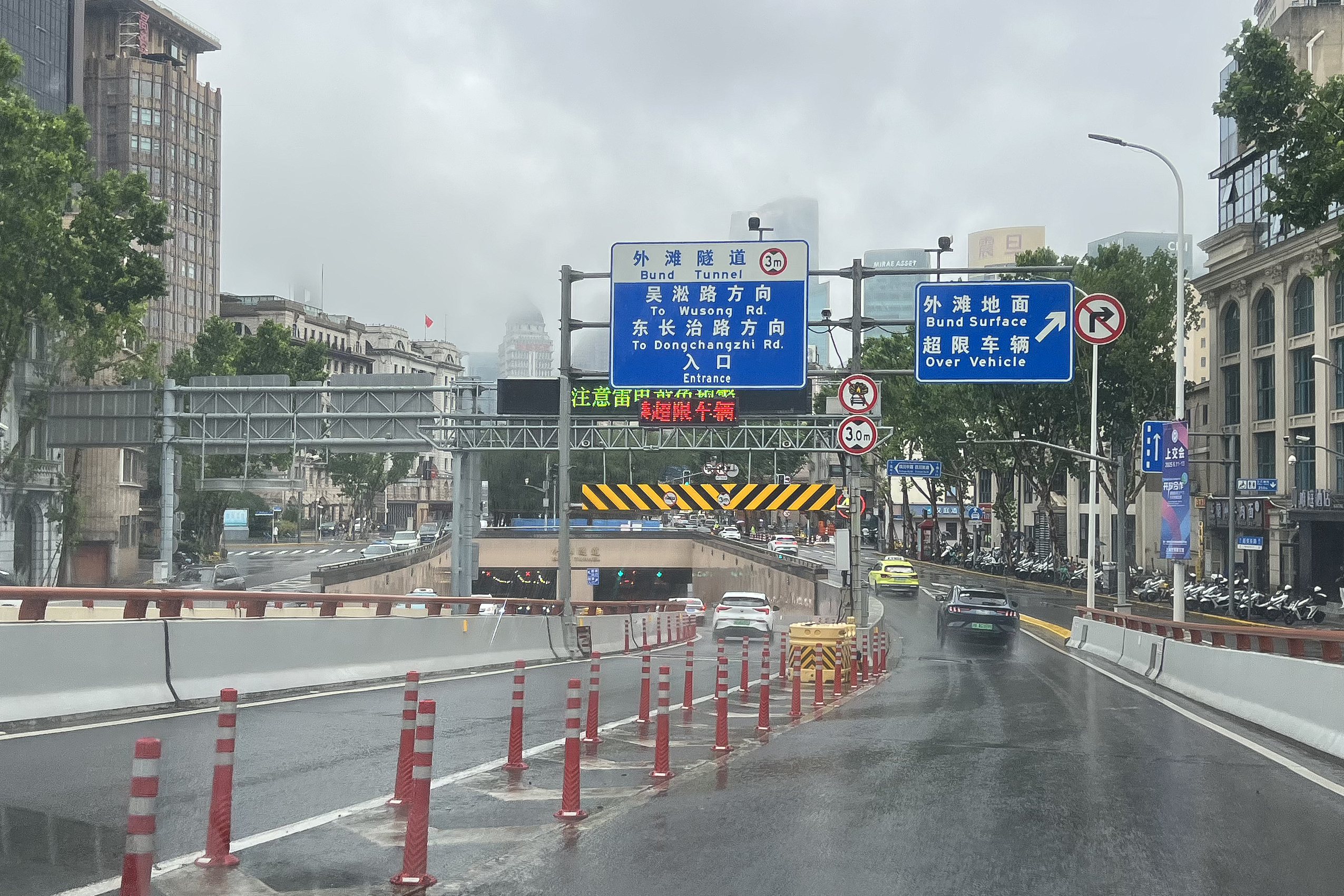
外滩隧道延安高架路端入口

外滩隧道于2007年7月开工，历时33个月，于2010年3月28日6时向社会公众开放。外滩隧道采用的是北段使用盾构技术进行施工，南端使用开挖结合盖挖法施工。外滩隧道全长3315米，设计限速为40公里/小时。外滩隧道是外滩地区整体改造的六大工程项目，是一体化全方位改造中的重要一环。
由于外滩地区为上海的金融中心和风景观光区，因此是上海交通繁忙地区，是上海三纵三横主干道的重要组成部分，过境车流量较高。而外滩隧道的建设主要是通过建设地下两层隧道共六车道外加地面四车道两种方式来解决经停车辆和过境车辆分开的问题。将延安路高架和周家嘴路海宁路等主干线联通起来，将大批只过境的车辆通过隧道疏散出去，缓解外滩地区的压力。外滩隧道建成以后，有效解决了70%的过境交通问题，大幅度减轻了过境交通对于外滩地区交通的压力。并且外滩隧道与人民路隧道、新建路隧道等过江隧道进行了衔接，将外滩、小陆家嘴、北外滩区域更进一步联系起来，形成更一体化的中央商务区。
外滩隧道不设置收费站，属于免费地下道路。

## 外滩隧道施工

### 建设情况
外滩隧道主要分为如下几个阶段：
第一阶段以清理路面，工作准备为主，2007年7月，前期工程开工，2008年2月至6月，首先拆除拥有“亚洲第一弯”称号的延安路高架外滩下匝道。2008年3月，开始对外白渡桥实行整体搬迁维修。
第二阶段以开工建设为主，2009年1月，外滩隧道北段达14.27米的超大直径土压平衡盾构开始出洞挖掘。6月，外滩隧道盾构安全穿越轨道交通二号线。8月18日，外滩隧道北部完成结构贯通。10月22日，外滩隧道盾构安全穿越运行中的延安东路隧道。以此标志着外滩隧道全面结构贯通。
第三阶段主要为收尾工作，主要进行路面铺设、内部装修和地上路面恢复为主。2010年3月28日，外滩综合改造工程彻底完工，向社会公众开放。

### 施工难点
由于工程全线位于上海的核心地区，工程一侧为最为知名的有“万国博览会”之称的外滩建筑，另一侧则是上海最重要的河流黄浦江，因此整个工程被誉为“心脏搭桥”，各个步骤不允许有一丝半点的差错。而工程实际施工中面临的主要难点有以下几个方面。

#### 历史建筑的保护
首先是工程施工过程中不能对沿线的33幢上海优秀历史建筑造成损害。沿线的33幢历史保护建筑，是上海的标志性建筑，不允许有丝毫的损害。而外滩隧道的北段，主要采用盾构形式穿越外滩地区。上海大厦、浦江饭店、俄罗斯联邦驻上海总领事馆、外汇交易中心等等均属于盾构施工范围内，而且大部分建筑都紧邻隧道的边线，例如浦江饭店距隧道仅1.7米，距离上海大厦只有2.8米。而隧道南段尽管采用的是开挖结合盖挖的方法，但是仍需要考虑工程对于沿线盘谷银行、东风饭店的影响。如此近距离的施工，对于施工工艺和技术来说，要求精确度极高。

#### 盾构的地下施工
这次外滩隧道北段的施工，主要采用了盾构技术，而这次使用的盾构为目前国内直径最大的土压平衡盾构，直径达14.27米，施工区间为1098米。盾构由北向南依次穿过外白渡桥、北京东路地道、南京东路地道、轨道交通二号线等重要建筑物和构筑物。其中，盾构顶部距离地面直线最短距离为8米，盾构底部距离二号线顶部仅1.46米，逼近工程施工的极限。此外，由于外滩自上海开埠以来，历经160多年的变迁，地下管网纵横，旧有城市市政设施桩基，外滩新老防汛墙的基本结构等等，工程施工难度可想而知。

#### 交通问题
由于外滩地区为沪上车流量密集区域，公交线路，私家轿车等不计其数。因此施工中如何将工程对于交通的影响降到最低也是施工者的问题。其中，中山南二路的地面交通压力受到极大挑战。此外，还牵扯到延安路高架外滩下匝道的拆除、百年外白渡桥的移桥修复、吴淞路闸桥的拆除 等重大交通变更。因此，前后共组织了将近70次的交通变更。

## 内部车道及各出入口
外滩隧道主线为：
- 双向六车道：延安东路至天潼路段
- 双向四车道：东门路至延安东路段
天潼路至海宁路段

支线：
- 双向三车道：延安东路支线
- 双向二车道：东长治路支线

各个出入口和匝道：
- 吴淞路塘沽路处，设置一组进出口
- 东长治路位于九龙路以西部分，设置一组进出口
- 延安东路，设置一组进出口。
- 中山东二路东门路以北部分，设置一处入口，东门路以南部分设置一组出口。

外滩隧道南出入口承接中山南路地道北出入口。

## 日常管理规定
为了确保外滩地区的交通顺畅。目前上海市公安局交警总队制订了新的交通管理措施。其中，针对外滩隧道的管理措施共有两条，针对隧道周围的管理措施共9条，总计11条。主要为：隧道只限于3米以下的小型客车通行；最高时速为40公里/小时；大名路的新建路至长治路段实施禁止机动车东向西行驶（公交车除外）；大名路天潼路至北苏州路段禁止非机动车通行；东长治路旅顺路以东路段仍旧保持单向，以西路段恢复双向通行；旅顺路东长治路至东大名路一段禁止机动车南向北行驶，东长治路至西安路段禁止机动车北向南通行；北苏州路吴淞路至乍浦路一段禁止机动车西向东行驶；南浔路原北向南禁止改为南向北禁止通行；塘沽路吴淞路至南浔路段恢复双向通行，长治路至大名路段改为南向北禁止通行；天潼路吴淞路至乍浦路段、乍浦路天潼路至乍浦路桥段、乍浦路桥保持现状。天潼路乍浦路至四川北路段恢复双向通行；中山南路、中山东一路、中山东二路、乍浦路桥、外白渡桥禁止货车双向通行；外白渡桥保留可变车道，具体变换视实际情况而定。

## 交通事故
- 2010年7月25日晚8时，外滩隧道一辆行驶中的轿车发生自燃，自燃事件直接导致外滩隧道吴淞路向延安东路方向被封，车辆被困隧道中长达40分钟。8点40分左右，自燃轿车被拖离现场，所幸无人员受伤[10]。
- 2012年7月22日凌晨5时15分左右，外滩隧道吴淞路方向，距离隧道出口约200米处，一辆白色宝马轿车撞击隧道内墙后自燃，造成3人死亡1人受伤。死者中一男一女从车内弹出撞击隧道墙壁当场身亡，另一名女性飞至车头前方重伤，9时许重伤女子因抢救无效身亡[11]。